# Кишка, Ян
Ян Ки́шка (1552—1592) — государственный деятель Великого княжества Литовского, магнат из рода Кишек.

## Биография
Сын магната, воеводы витебского Станислава Кишки и княгини Анны из Радзивиллов. После смерти отца в 1554 унаследовал огромное состояние — более 70 городов и 400 сел.
Учился в Базеле (1563), с 1564 года в Цюрихе, затем в Риме, Неаполе и Болонье.
С 1569 года кравчий литовский. В 1580 году, во время Ливонской войны, участвовал в походе короля Стефана Батория на Великие Луки во главе своего отряда численностью 400 всадников и 120 пехотинцев. За оказанную помощь был возведен королём в 1579 в ранг сенаторa.
С 1579 года — подчаший литовский и староста Жмудский, сенатор Речи Посполитой, с 1588 года — виленский каштелян, с 1589 года — Берестейский воевода, державца Быстрицкий и тиун Эйрагольский.
Имел значительные владения в Беларуси (Ивье, Любча, на Подляшье), где распространял арианство, сменив кальвинистских пасторов арианскими. В Ивье основал арианскую школу, в Венгруве на Подляшье типографию (1570), Лоскую типографию.
На арианских синодах в Лоске в 1578 и 1581 гг., в Любче в 1582 году выступал против радикального течения в арианском движении. На польском сейме 1589 года выступил в защиту веротерпимости. Автор нескольких религиозных трактатов.

## Семья
Жена — Елизавета София Острожская (?-1599) герба Огончик и Лелива. Дочь — Ганна Кишка.